# كو أوب لايف
كو أوب لايف (بالإنجليزية: Co-op Live)‏ هي ساحة داخلية في مانشستر، إنجلترا، وتقع في حرم الاتحاد بجوار ملعب مدينة مانشستر.